# Grand Étang (Guadeloupe)
Pour les articles homonymes, voir Grand Étang (La Réunion).
Le Grand Étang est un lac situé sur le territoire de la commune de Capesterre-Belle-Eau en Guadeloupe dans les Antilles françaises. Faisant partie du parc national de la Guadeloupe, il est le plus vaste plan d'eau naturel des Petites Antilles et est accessible par la route de l'Habituée (D4) menant aux chutes du Carbet. À ce titre il est visité par environ 30 000 à 50 000 personnes par an, selon les années.

## Géographie

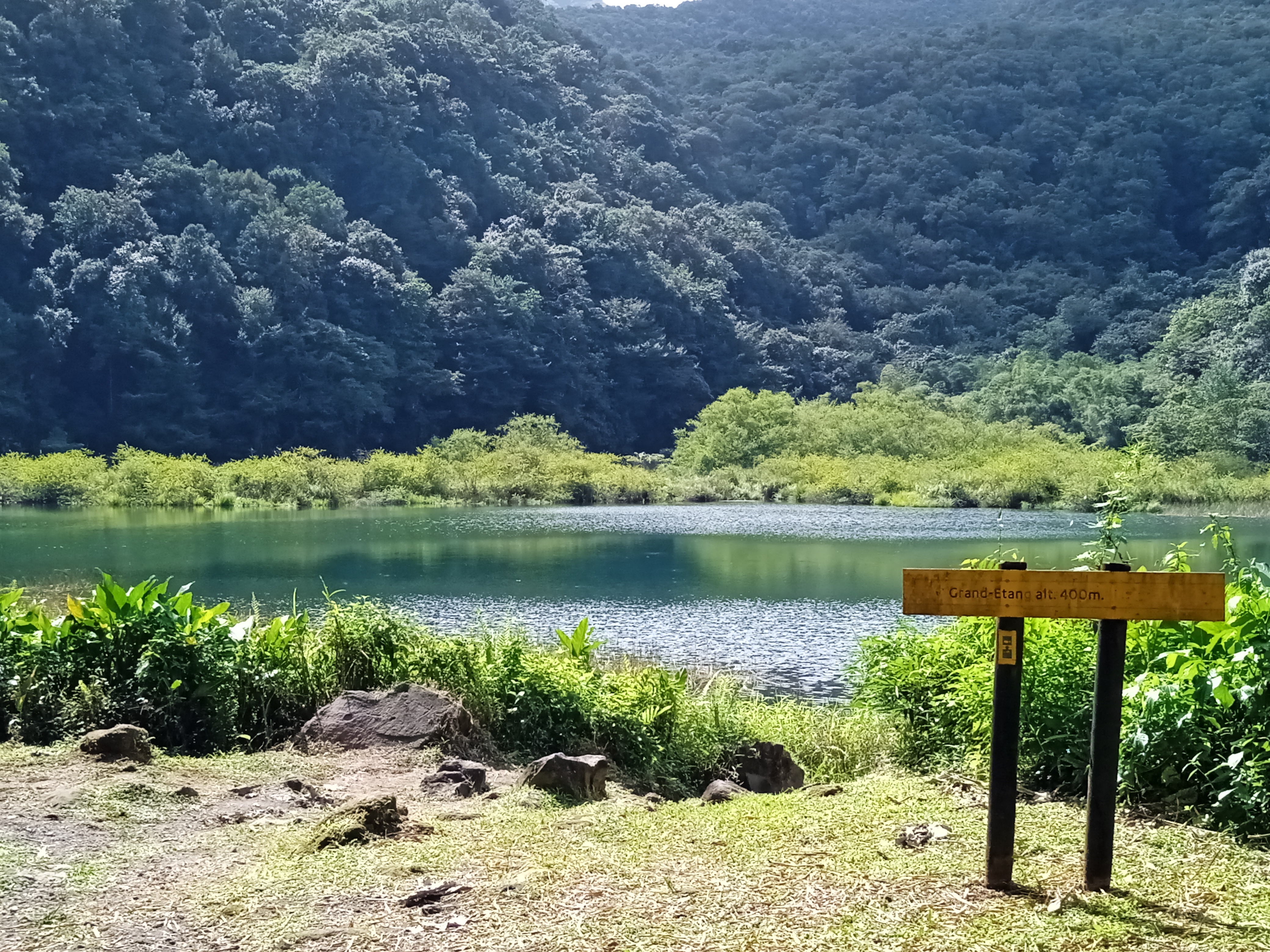
Grand Étang (Guadeloupe), panneau d'altitude.

Le lac est situé sur le territoire des communes de Capesterre-Belle-Eau, en bordure de Trois-Rivières pour sa moitié méridionale, sur l'île de Basse-Terre. Il est à 400 mètres d'altitude sur les flancs orientaux de la Soufrière et à 1,7 km des chutes du Carbet. Son alimentation se fait par les eaux de trois ravines, depuis l'étang As de Pique, formant un bassin versant de 1,8 km2, ainsi que par les sources de la Crête à Bambous. Il se déverse dans la rivière du Bananier dont il participe à réguler le niveau lors de fortes pluies ou de sécheresse.
De forme allongée avec 400 mètres de longueur et 180 mètres de largeur maximale, il s'étend, selon les saisons et les crues dues aux pluies, sur une surface d'approximativement 5 à 6 hectares d'eau libre (et potentiellement jusqu'à 10 ha dans son expansion maximale dans ses zones littorales),. C'est le plus important des lacs du secteur – et le plus important plan d'eau naturel des Petites Antilles – qui comprend l'étang Zombis, l'étang Madère, l'étang Jonc, l'étang Roche et l'étang As de Pique.
Formé par le remplissage d'une cuvette de dépression dans les coulées de lave issues de la Madeleine et du Morne Boudoute ayant buté sur le Morne Dongo, le lac a un profil bathymétrique variable au cours du temps (avec des profondeurs maximums de l'ordre de 7 à 8 mètres, possiblement en diminution) et pourrait, à terme, se combler totalement par un phénomène naturel d'« atterrissement » comme cela est le cas de certains étangs alentour (Jonc, Madère et Roche).

## Flore et faune

### Espèces présentes

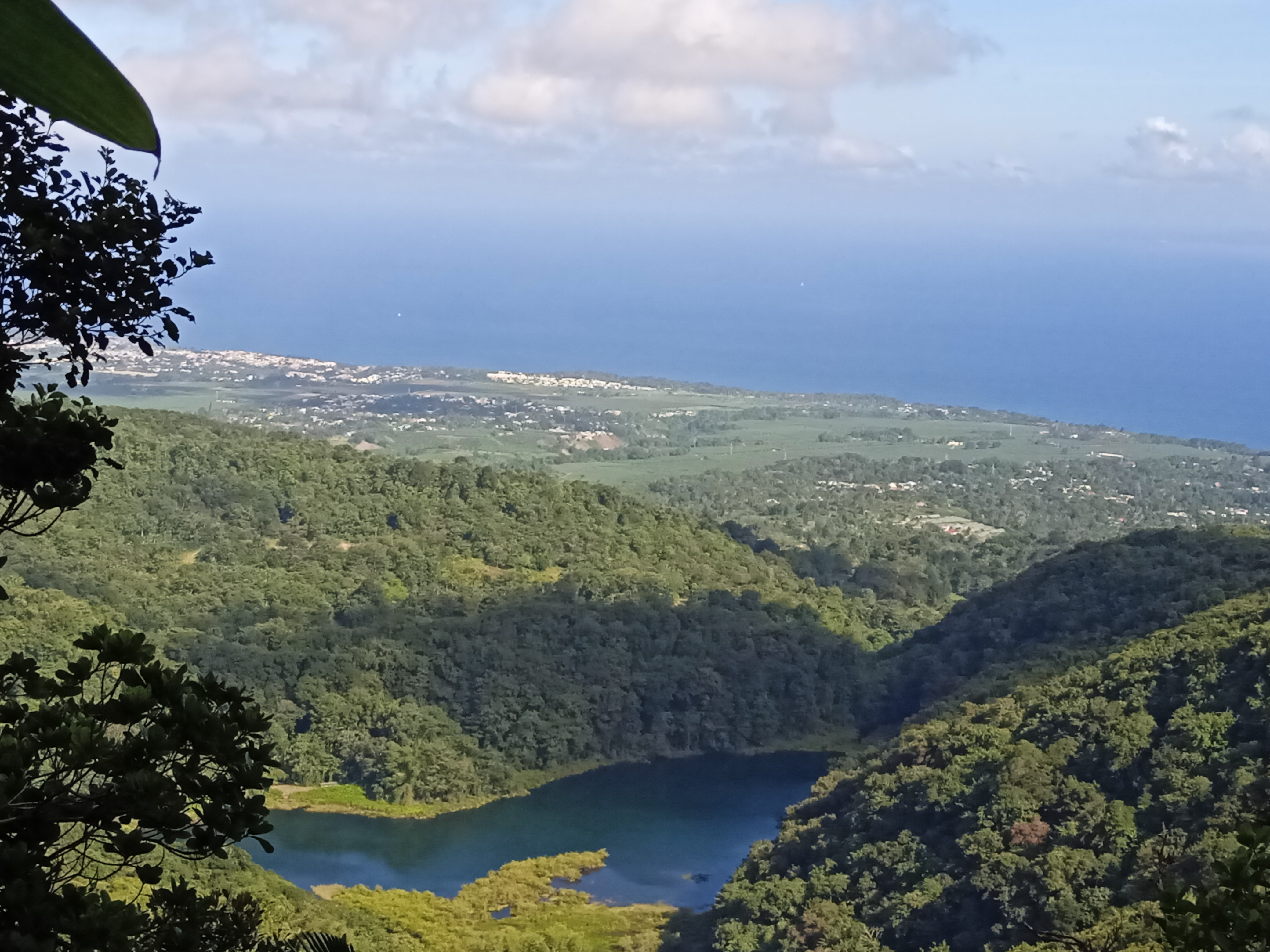
Vue du Grand étang par la trace des étangs.

Du fait d'une saturation en oxygène de ses eaux par les courants, l'étang s'apparente à un système lotique et ses eaux sont particulièrement riches, avec la présence d'algues de type Nitella cernua et Chara zeylanica et d'une trentaine de macrophytes dont Eleocharis interstincta et Polygonum punctatum,.
Concernant les crustacés, l'étang héberge principalement des populations de Macrobrachium carcinus (Ouassous locaux) pouvant atteindre jusqu'à 60 cm, de Micratya poeyi et de Atya innocous. Les poissons présents, tous d'origine allochtone, sont Poecilia reticulata, Oreochromis mossambicus et historiquement Xiphophorus helleri. Pour les oiseaux, le Grand Étang est une zone de reproduction de la Gallinule d'Amérique et du Héron vert ; une zone de pêche pour le Trembleur brun, le Balbuzard pêcheur et depuis 2012 pour le rare Martin-pêcheur à ventre roux,.
En 2015, une espèce endémique de crustacé, dénommée Notomicrus chailliei, y a été découverte et ne semble présente qu'aux abords de ce lac.
Du fait de l'apport, volontaire ou non, d'espèces exotiques de manière plus marquée que pour les étangs voisins, la faune et la flore du Grand Étang sont cependant en constante évolution notamment sous l'influence des quelque 30 000 à 50 000 visiteurs annuels selon les années. Enfin, la diversité biologique de la rivière du Bananier semble être liée aux apports du Grand Étang.

### Espèces disparues
Le Grand Étang était autrefois un site de présence du Érismature routoutou (Oxyura dominica) et de la Foulque d'Amérique (Fulica americana), qui ont disparu en raison de l'introduction d'espèces exotiques ou invasives, notamment les tilapias, qui ont perturbé l'écologie initiale du plan d'eau. De même pour la flore avec la disparition dans les années 1990 de Nymphaea ampla et Pistia stratiotes à la suite de l'introduction volontaire de mollusques prédateurs et compétiteurs, le Pomacea glauca (en 1976) et le Marisa cornuarietis (en 1987), pour lutter contre le Biomphalaria glabrata portant la bilharziose sur le site ; l'étang ayant été dans les années 1980 un site pilote de cette action.